# المقطح (السياني)

تعديل مصدري - تعديل

المقطح هي إحدى قرى عزلة الهادس بمديرية السياني التابعة لمحافظة إب، بلغ تعداد سكانها 524 نسمة حسب تعداد اليمن لعام 2004.